# Protoholozoa lilium
Protoholozoa lilium är en sjöpungsart som beskrevs av Monniot 1982. Protoholozoa lilium ingår i släktet Protoholozoa och familjen Holozoidae. Inga underarter finns listade i Catalogue of Life.